# Ferrargletsjer
De Ferrargletsjer is een gletsjer op Antarctica met een lengte van 56 kilometer. De gletsjer begint in Victorialand en eindigt bij New Harbour en staat in verbinding met de Taylorgletsjer. De gletsjer is ontdekt tijdens de Discovery-expeditie en is vernoemd naar de geoloog Hartley Ferrar. Tot 1910 werd gedacht dat de Taylor- en Ferrargletsjers dezelfde gletsjers betroffen, maar tijdens de Terra Nova-expeditie werd ontdekt dat het om twee aparte gletsjers ging.